# Sabanagrande (Herrera)
Sabanagrande es un corregimiento del distrito de Pesé en la provincia de Herrera, República de Panamá. La población tiene 1.591 habitantes (2010).
Sabanagrande tiene 8 lugares poblados adheridos a su cabecera.
El Potrero, Peñas Moradas, Peñas Prietas, Mandinga, Bahia Honda, El Balillo, Los Corralillos (Norte), Quebrada del Rosario.
En su cabecera Sabanagrande se divide en barriadas: San Antonio, El Rosario, Las Mercedes, Santa Bárbara, San Martín, Los Milagros, El Carmen.

### Límites
Norte: Pesé Cab, Sur: El Potrero, Este: Rincón Hondo, Oeste: El Ciruelo.
Cuenta con Bares/Restaurantes; Iglesias Evangélicas y Católica, Tienda de abarrotes y mini superes, centro de copiado, miniempresas como PEQUE Fiestas, etc.